# Mainà calb
El mainà calb (Sarcops calvus) és una espècie d'ocell de la família dels estúrnids (Sturnidae) i única espècie del gènere Sarcops. Habita zones boscoses de les Filipines. El seu estat de conservació es considera de risc mínim.